# Couloumé-Mondebat
Couloumé-Mondebat (gaskognisch: Colomer e Mont Devath) ist eine französische Gemeinde mit 203 Einwohnern (Stand 1. Januar 2022) im Département Gers in der Region Okzitanien; sie gehört zum Arrondissement Mirande und zum Gemeindeverband Bastides et Vallons du Gers.

## Geografie
Couloumé-Mondebat liegt rund 40 Kilometer (Luftlinie) westlich der Stadt Auch im Westen des Départements Gers. Der Ort gehört zum Weinbaugebiet Côtes de Saint-Mont und zum Weinbrandgebiet Armagnac. Zahlreiche Gewässer entspringen oder durchqueren das Gemeindegebiet. Am bedeutendsten sind die Flüsse Midou und Petit Midour. Auf dem Gemeindegebiet liegen zudem mehrere kleine Staudämme. Die Gemeinde liegt in der Nähe der regionalen Verkehrsverbindungen D3/D946 und D935. Nächstgelegene Bushaltestelle ist Castelnau-Rivière-Basse an der Linie 940 Tarbes – Mont-de-Marsan.
Die Gemeinde besteht aus den Dörfern Couloumé (182 m ü. d. M.) und Mondebat (200 m ü. d. M.), dem Weiler Bières (186 m ü. d. M.) und zahlreichen Gehöften.
Umgeben wird Couloumé-Mondebat von den Nachbargemeinden Aignan im Norden. Castelnavet im Nordosten, Saint-Pierre-d’Aubézies im Osten, Peyrusse-Vieille im Südosten, Louslitges im Süden, Beaumarchés im Südwesten, Lasserrade im Westen sowie Loussous-Débat im Nordwesten.

## Geschichte
Die Gemeinde lag in der Gascogne und gehörte dort zur Region Astarac. Von 1793 bis 1801 gehörte Couloumé-Mondebat zum Distrikt Nogaro. Von 1793 bis 1801 zudem zum Kanton Beaumarchés, danach bis 2015 zum Wahlkreis (Kanton) Plaisance.

## Bevölkerungsentwicklung
| Jahr                       | 1962 | 1968 | 1975 | 1982 | 1990 | 1999 | 2006 | 2012 | 2020 |
| Einwohner                  | 367  | 331  | 271  | 263  | 232  | 243  | 213  | 198  | 196  |
| Quellen: Cassini und INSEE |      |      |      |      |      |      |      |      |      |

## Sehenswürdigkeiten
- Kirche Saint-Jean-Baptiste in Couloumé
- Kirche Saint-Barthélémy in Mondebat
- Kapelle Saint-Étienne in Bières
- Château de Couloumé, Schloss aus dem 18. Jahrhundert (heute ein Ferienheim)
- mehrere Kalvarienberge, Wegkreuze und Marienstatuen

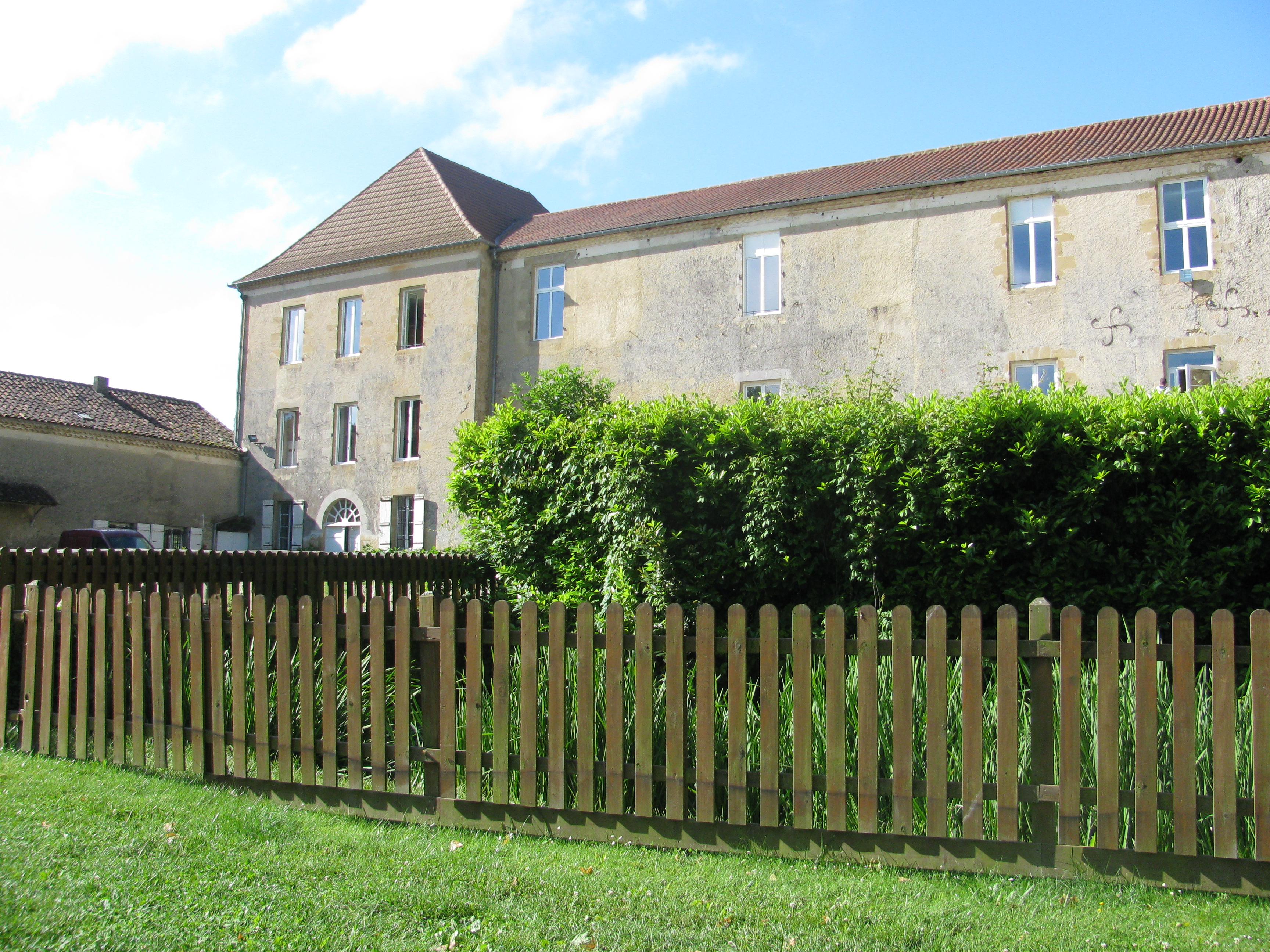
Château de Couloumé
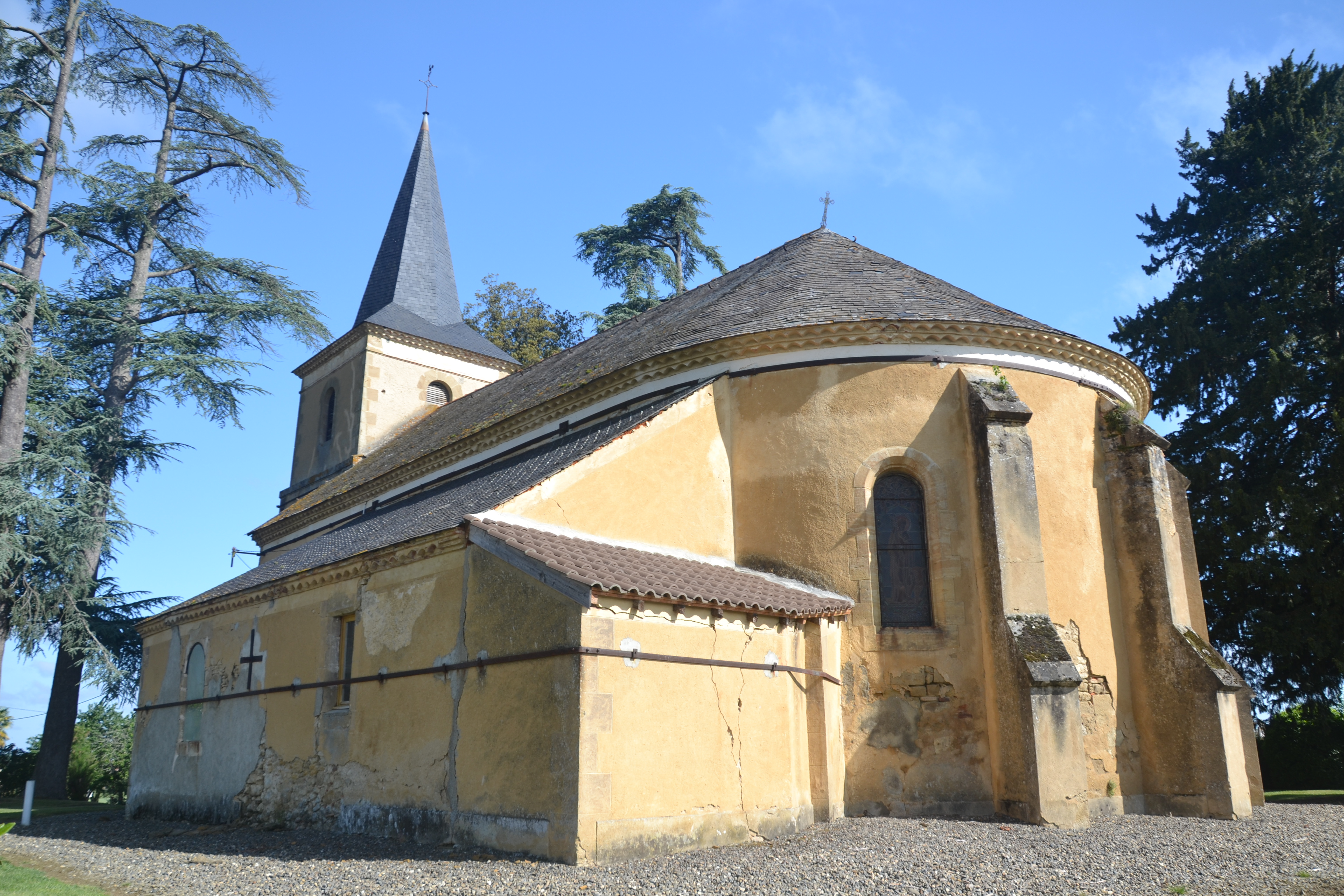
Kirche Saint-Jean-Baptiste in Couloumé
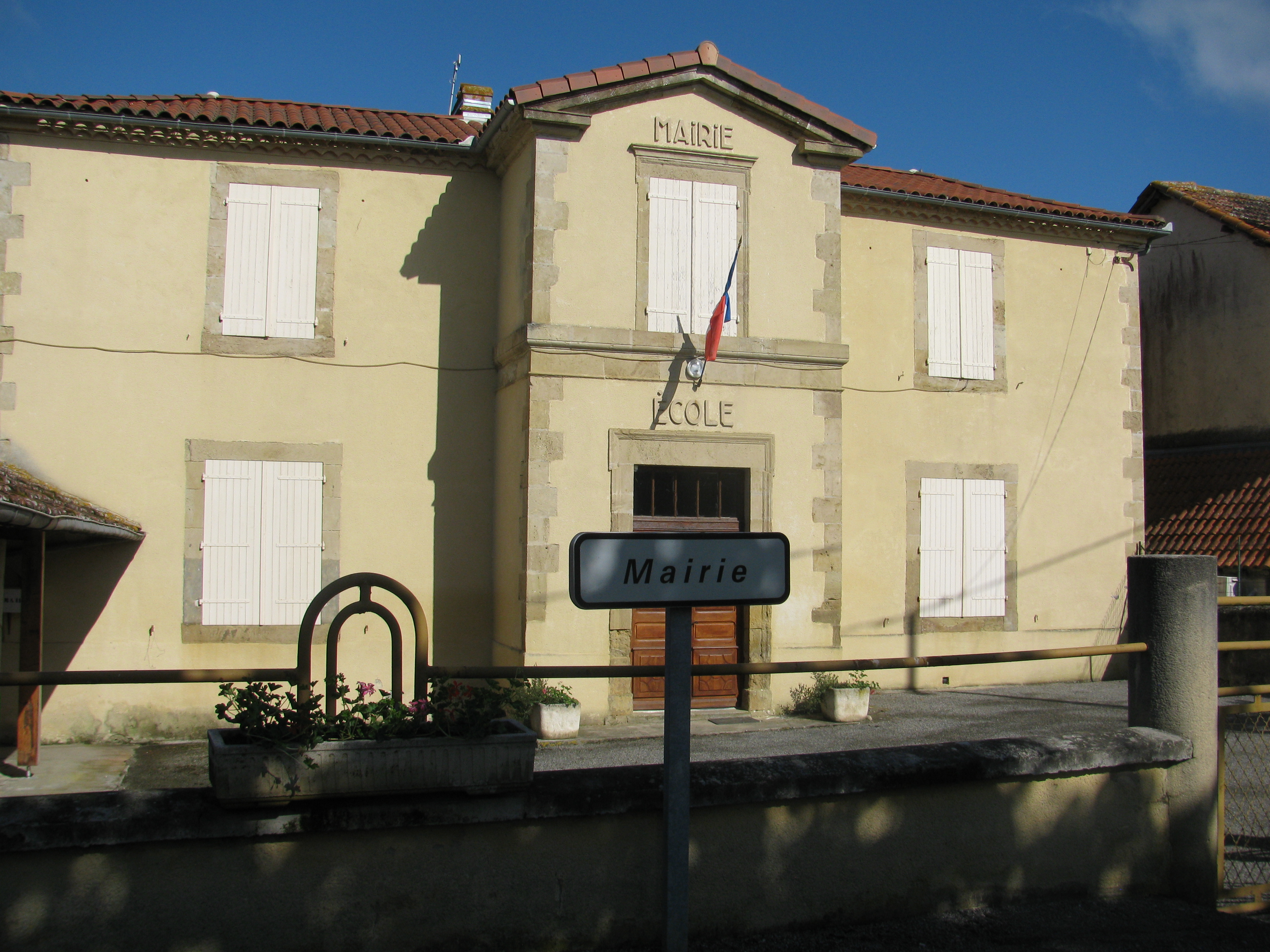
Mairie (Rathaus) von Couloumé-Mondebat
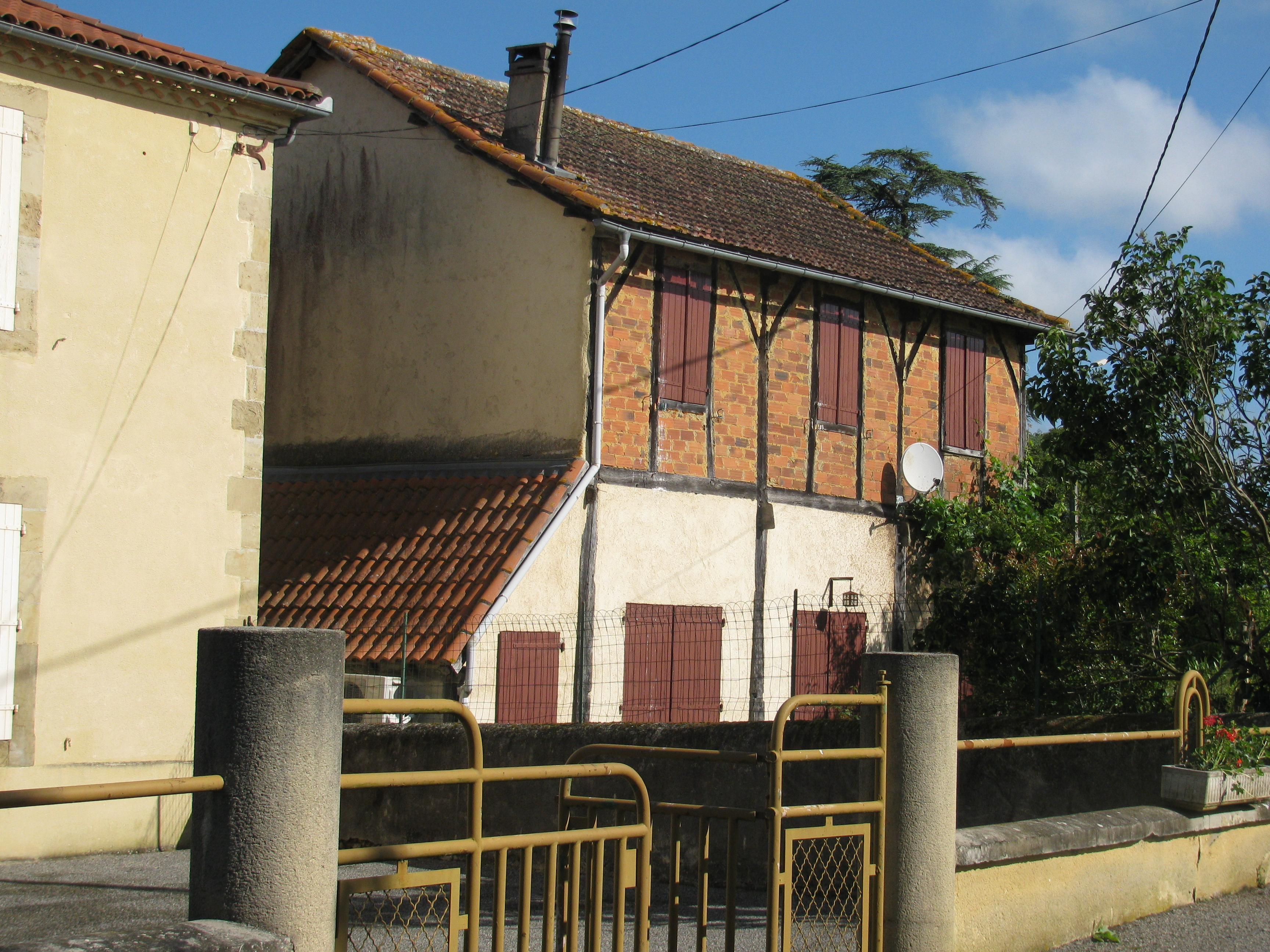
Haus in Couloumé
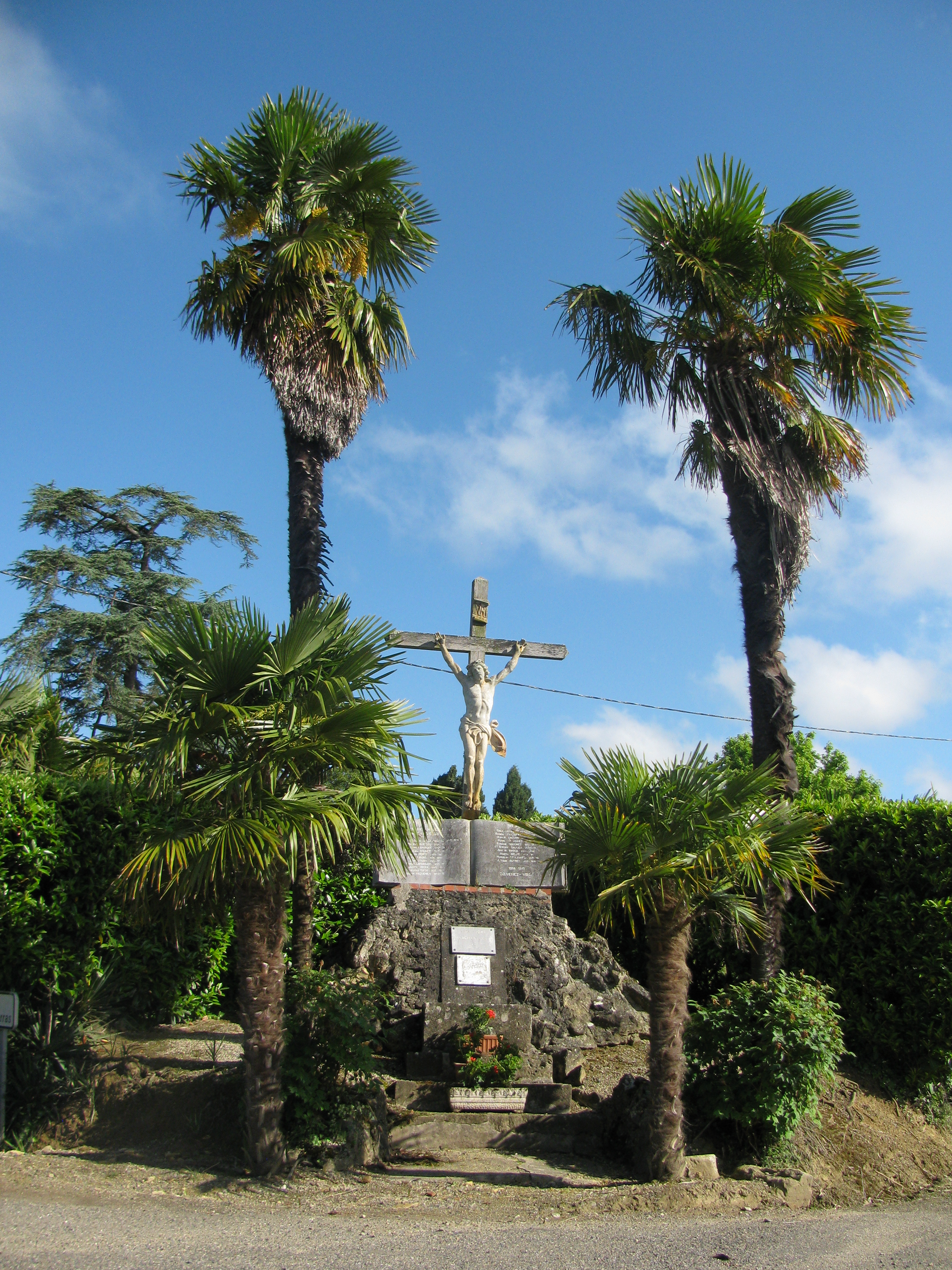
Gedenktafel für die Gefallenen, mit Kalvarienberg
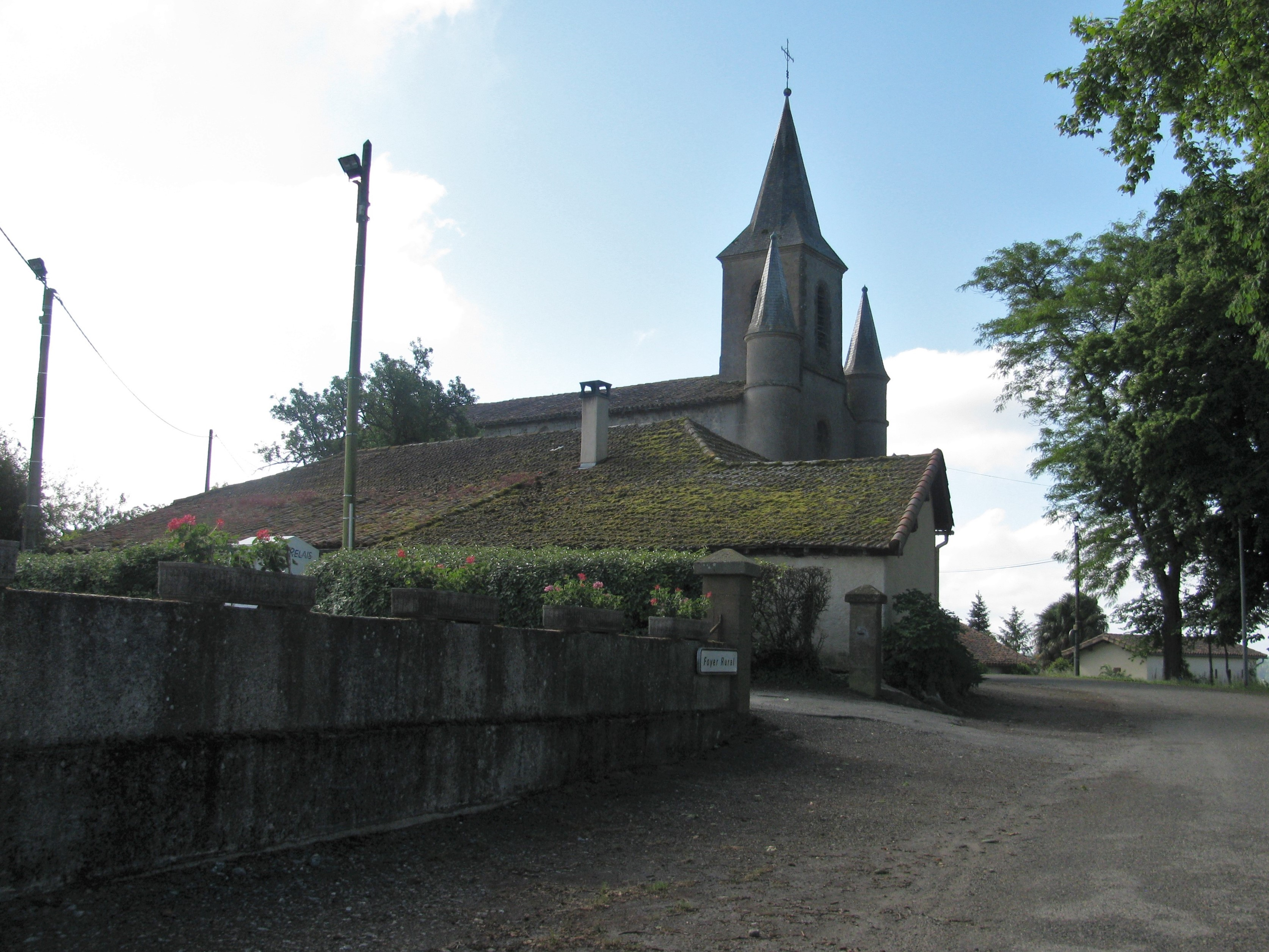
Kirche Saint-Barthélémy in Mondebat
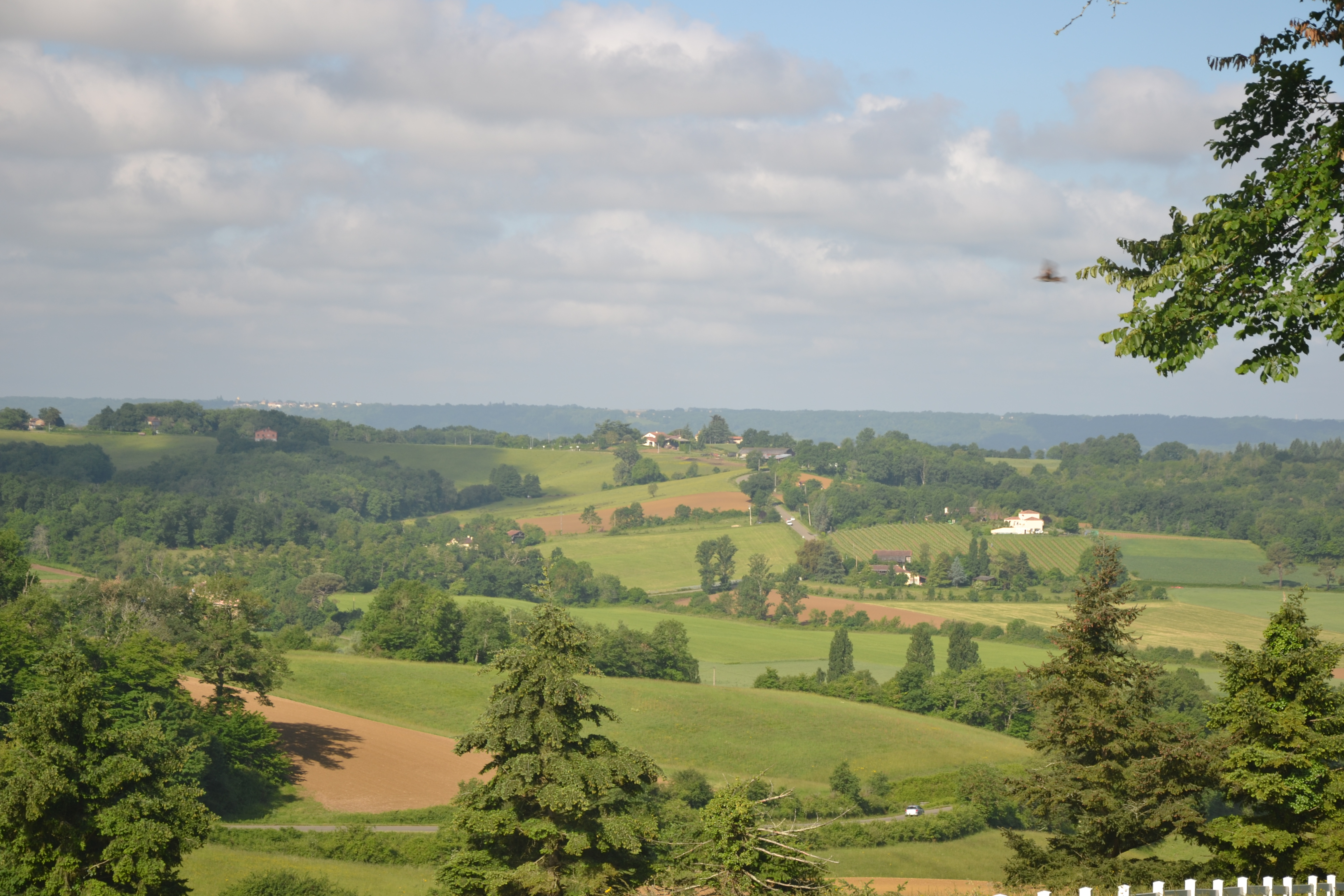
Landschaft bei Mondebat